# Klasztor Kostanjevica

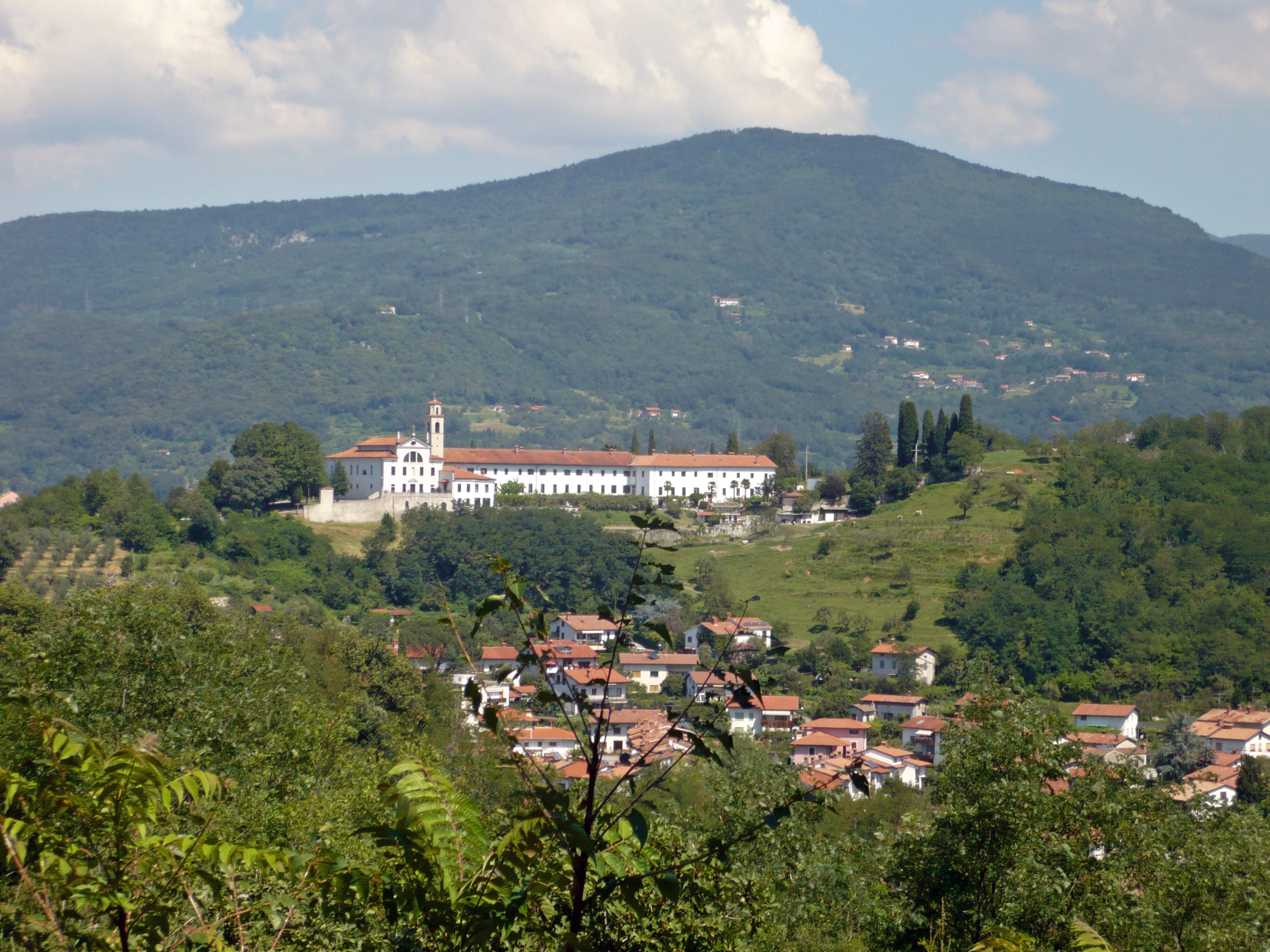
Widok na klasztor z zamku w Gorycji. Na pierwszym planie przedmieścia Novej Goricy, Pristava

Klasztor Kostanjevica, słoweński Samostan Kostanjevica, włoski Castagnevizza – franciszkański klasztor w Novej Goricy w Słowenii. Wraz z kościołem Zwiastowania położony jest na wzgórzu nad przedmieściem Pristava, blisko granicy włoskiej.

## Historia
Początki klasztoru sięgają 1623, kiedy to karmelici rozpoczęli jego budowę tuż za granicą ówczesnego miasta Gorycja - aktualnie Nova Gorica. Przez następne sto lat trwała budowa kościoła, a w tym czasie klasztorna kaplica stała się celem pielgrzymek z regionów Friuli i Goriška. Od początku swojego istnienia klasztor przechodził wielokrotnie pod inne panowanie.
Pod panowaniem austriackim w 1781 klasztor został zlikwidowany przez cesarza Józefa II. Mnisi odzyskali opuszczony kompleks w 1811 i klasztor powrócił do życia. Z pobliskiego klasztoru Sveta Gora przeniesiono do Kostanjevicy prawie 10 000 książek. Dzisiaj klasztorna biblioteka nosi imię ojca Stanislava Škrabeca, znanego słoweńskiego lingwisty z XIX wieku, który mieszkał i pracował w klasztorze przez ponad 40 lat.
Podczas I wojny światowej został poważnie uszkodzony podczas walk nad Isonzo. Odbudowano go w latach 1922–1924. W 1918 rozpadły się Austro-Węgry i Gorycja trafiła w granice Włoch.
Do II wojny światowej historia klasztoru związana była z miastem Gorycja, ale w 1947 granicę między Włochami a Jugosławią przesunięto o jeden kilometr na zachód od klasztoru. Gorycja została we Włoszech, a klasztor przeszedł do Jugosławii. W tym samym roku po jugosłowiańskiej stronie granicy powstało siostrzane miasto Nova Gorica i Kostanjevica stała się jego częścią. Po rozpadzie Jugosławii klasztor znalazł się w Słowenii.

## Krypta

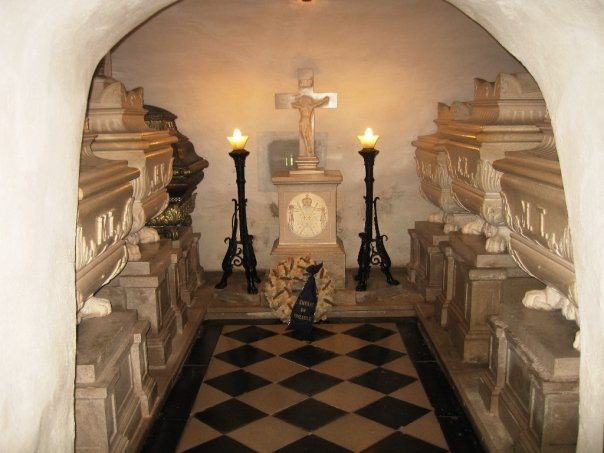
Krypta z nagrobkami rodziny królewskiej

W XIX wieku w krypcie klasztoru pochowano członków francuskiej rodziny królewskiej, którzy wygnani zostali z ojczyzny po rewolucji lipcowej w 1830. Większość z nich zamieszkała w Gorycji, wtedy należącej do Cesarstwa Austriackiego. W krypcie pochowani zostali:
- Karol X Burbon, król Francji i Nawarry (zm. 1836)
- Pierre-Louis de Blacas d’Aulps, zaufany minister Karola X, który towarzyszył mu podczas wygnania (zm. 1839)
- Ludwik Burbon, książę Angoulême, następca tronu Francji (zm. 1844)
- Maria Teresa Charlotta Burbon, Madame Royale, księżna Angoulême (zm. 1851)
- Ludwika Maria Teresa d’Artois, siostra hrabiego Chambord, księżna Parmy (zm. 1864)
- Henryk d’Artois, hrabia Chambord, tytularny król Francji (zm. 1883)
- Maria Teresa Habsburg-Este, arcyksiężna Austrii, hrabina Chambord (zm. 1886)